# Электроника МК-71
Электроника МК-71 — советский инженерный калькулятор с питанием от солнечных элементов. Выпускался с 1984 года на заводах "Ангстрем", "Исеть", Ивано-Франковское СКТБ "Оризон", продавался по ценам 55 рублей (с 1984 года) и 75 рублей (до 1991 года). Также выпускался на заводе "Родон" (Ивано-Франковск) под названием "Родон МК-01". Аналог Casio FX-950. По своей сути это усовершенствованный вариант калькулятора «Электроника МК-51» на солнечных батареях и большим числом функций. В данном калькуляторе используется алгебраическая логика вычислений, есть поддержка вычислений со скобками (до пяти уровней), возможность работы с простыми дробями и представления результата вычислений в градусах, минутах и секундах, присутствуют гиперболические функции и возможность округления результата вычислений к требуемой точности.

## Комплект поставки
- Микрокалькулятор «Электроника МК-71»;
- Руководство по эксплуатации;
- Футляр;
- Индивидуальная потребительская тара.[2]

## Технические характеристики
- Процессор: К757ВХ1-2, корпус с 60 выводами для поверхностного монтажа
- Количество выполняемых операций: 47
- Время выполнения арифметических операций: менее 0.6 с
- Дисплей: жидкокристаллический (типа ИЖЦ 6-11/7), содержит 11 разрядов, представление чисел в натуральном виде 10-разрядное, в экспоненциальном - 8 разрядов мантиссы и 2 разряда порядка.
- Клавиатура: 38 клавиш, 1 переключатель (единицы измерения углов градусы/радианы/грады)
- Питание: от встроенных солнечных элементов (СБ-6/2Л)
- Материал корпуса: алюминий, пластмасса
- Рабочий диапазон температур +5…+40 °C
- Размеры: 130×73×8,8 мм, вес менее 100 г[2]

## Некоторые факты
- При всех достоинствах, данная модель (равно как «Электроника МК-51» и подобные им) имела один существенный недостаток — низкое качество контактов клавиатуры, в результате чего, после полугода интенсивного использования (например, студентом технического ВУЗа) появлялся «дребезг» клавиш (при нажатии либо не появляется символ, либо появляется сразу подряд несколько одинаковых символов-цифр), что приводило к ошибкам и раздражению пользователя. Однако, следует заметить, что данный дефект устраним — нужно просто наклеить на резиновые замыкатели кусочки фольги (например, от шоколадки) размером 2×2 мм. Данный метод восстановления клавиатуры «Электроника МК-71» описан в статье Д.Цыбина в журнале «Радио», февраль, 1997 г., стр. 47 [3]
- При нарушении контакта в переключателе «градусы-радианы-грады» (или при преднамеренном выведении его в промежуточное положение) калькулятор переходил в режим, аналогичный калькулятору «Casio FX-900» — при этом значения функциональных клавиш изменялись, поскольку одна из них в таком режиме использовалась для переключения представления угловых величин.[источник не указан 2717 дней]
- Солнечная батарея калькулятора имела достаточно большую мощность, а потребление им тока было так мало, что, фактически, для работы было достаточно света стеариновой свечи в полной темноте на расстоянии 20 см. Для отвода лишней энергии внутри микрокалькулятора были смонтированы 4 светодиода, не видимых снаружи. Однако при люминесцентном освещении солнечная батарея работала хуже. В учебных заведениях обычно используется люминесцентное освещение, и если его было недостаточно (например, горели не все лампы), калькулятор не работал или работал со сбоями.[источник не указан 4741 день]
- Известен экземпляр, датированный 1999 годом — таким образом, этот калькулятор является одним из последних, выпускавшихся в России (позднее — только «Электроника МК-51»)[источник не указан 2717 дней]